# Danny Roberts
Danny Roberts (Londres, Inglaterra, 14 de julio de 1987) es un artista marcial mixto británico que compite en la división de peso wélter de Ultimate Fighting Championship.

## Primeros años
Nacido en Londres, Inglaterra, creció en un barrio deprimido con su madre y sus diez hermanos antes de mudarse a Bristol, a los 9 años. Desgraciadamente, las cosas sólo mejoraron un poco y, tras crecer sin su padre, empezó a ir a la deriva por el camino equivocado con la gente equivocada. Tras ser expulsado de siete escuelas diferentes en Londres, el y su madre se mudaron de la ciudad. Comenzó a boxear, ya que a los 16 años compiló un récord profesional de 3-1, antes de debutar en las artes marciales mixtas en 2010.

## Carrera de artes marciales mixtas

### Carrera temprana
Después de ir 1-1 como amateur, hizo su debut profesional en diciembre de 2010. Compitió para varias promociones regionales a través de Gran Bretaña, incluyendo una temporada en Cage Warriors. Fue capaz de compilar un récord de 11-1 antes de firmar con la UFC en los talones de un acabado de primera ronda de Jim Wallhead en septiembre de 2015.

### Ultimate Fighting Championship
Se esperaba que se enfrentara a Michael Graves el 10 de diciembre de 2015 en UFC Fight Night: Namajunas vs. VanZant. Sin embargo, Graves se vio obligado a abandonar el combate por una lesión y fue sustituido por Nathan Coy. Ganó el combate por sumisión en el primer asalto.
Se enfrentó a Dominique Steele el 23 de abril de 2016 en UFC 197. Ganó el combate por decisión unánime. Este combate le valió el premio a la Pelea de la Noche.
Se enfrentó a Mike Perry el 8 de octubre de 2016 en UFC 204. Perdió el combate por KO en el tercer asalto.
Se enfrentó a Bobby Nash el 16 de julio de 2017 en UFC Fight Night: Nelson vs. Ponzinibbio. Ganó el combate por KO en el segundo asalto.
Se esperaba que se enfrentara a Sheldon Westcott el 16 de diciembre de 2017 en UFC on Fox: Lawler vs. dos Anjos. Sin embargo, Westcott fue retirado de la cartelera por razones no reveladas a principios de diciembre y fue sustituido por Nordine Taleb. Perdió el combate por KO en el primer asalto.
Se enfrentó a Oliver Enkamp el 17 de marzo de 2018 en UFC Fight Night: Werdum vs. Volkov. Ganó el combate por KO en el primer asalto.
Se esperaba que se enfrentara a Alan Jouban el 22 de julio de 2018 en UFC Fight Night: Shogun vs. Smith. Sin embargo, el 12 de julio, Jouban fue retirado del combate, alegando una lesión en el cuello. Jouban fue sustituido por David Zawada. Ganó el combate por decisión dividida. Este combate le valió el premio a la Pelea de la Noche.
Se enfrentó a Cláudio Silva el 16 de marzo de 2019 en UFC Fight Night: Till vs. Masvidal. Perdió el combate por sumisión en el tercer asalto.
Se enfrentó a Michel Pereira el 18 de mayo de 2019 en UFC Fight Night: dos Anjos vs. Lee. Perdió el combate por KO en el primer asalto.
Se enfrentó a Zelim Imadaev el 9 de noviembre de 2019 en UFC Fight Night: Magomedsharipov vs. Kattar. Ganó el combate por KO en el segundo asalto.
Se esperaba que se enfrentara a Nicolas Dalby el 21 de marzo de 2020 en UFC Fight Night: Woodley vs. Edwards. Debido a la pandemia de COVID-19, el evento fue finalmente pospuesto. El combate con Dalby fue reprogramado y se esperaba que tuviera lugar el 25 de julio de 2020 en UFC on ESPN: Whittaker vs. Till. Sin embargo, se lesionó y fue sustituido por Jesse Ronson.
Se esperaba que se enfrentara a Tim Means el 19 de junio de 2021 en UFC on ESPN: The Korean Zombie vs. Ige. Sin embargo, la promoción desechó el emparejamiento en los días previos al evento por razones no reveladas.
Se enfrentó a Ramazan Emeev el 16 de octubre de 2021 en UFC Fight Night: Ladd vs. Dumont. Ganó el combate por decisión dividida. 10 de los 12 medios de comunicación calificaron el combate como una victoria para Emeev.
Se enfrentó a Francisco Trinaldo el 7 de mayo de 2022 en UFC 274. Perdió el combate por decisión unánime.
Se enfrentó a Jack Della Maddalena el 19 de noviembre de 2022 en UFC Fight Night: Nzechukwu vs. Cuțelaba. Perdió el combate por TKO en el primer asalto.

## Campeonatos y logros
- Ultimate Fighting Championship
  - Pelea de la Noche (dos veces) vs. Dominique Steele y David Zawada[25]

## Récord en artes marciales mixtas
| Resultado | Récord | Oponente             | Método                                            | Evento                                      | Fecha                    | Ronda | Tiempo | Localización          | Notas                                  |
| --------- | ------ | -------------------- | ------------------------------------------------- | ------------------------------------------- | ------------------------ | ----- | ------ | --------------------- | -------------------------------------- |
| Derrota   | 18-7   | Jack Della Maddalena | TKO (puñetazos)                                   | UFC Fight Night: Nzechukwu vs. Cuțelaba     | 19 de noviembre de 2022  | 1     | 3:24   | Las Vegas, Nevada     |                                        |
| Derrota   | 18-6   | Francisco Trinaldo   | Decisión (unánime)                                | UFC 274                                     | 7 de mayo de 2022        | 3     | 5:00   | Phoenix, Arizona      |                                        |
| Victoria  | 18-5   | Ramazan Emeev        | Decisión (dividida)                               | UFC Fight Night: Ladd vs. Dumont            | 16 de octubre de 2021    | 3     | 5:00   | Las Vegas, Nevada     |                                        |
| Victoria  | 17-5   | Zelim Imadaev        | KO (puñetazo)                                     | UFC Fight Night: Magomedsharipov vs. Kattar | 9 de noviembre de 2019   | 2     | 4:54   | Moscú                 |                                        |
| Derrota   | 16-5   | Michel Pereira       | KO (rodillazo volador y puñetazos)                | UFC Fight Night: dos Anjos vs. Lee          | 18 de mayo de 2019       | 1     | 1:47   | Rochester, Nueva York |                                        |
| Derrota   | 16-4   | Cláudio Silva        | Sumisión (barra de brazo)                         | UFC Fight Night: Till vs. Masvidal          | 16 de marzo de 2019      | 3     | 3:37   | Londres               |                                        |
| Victoria  | 16-3   | David Zawada         | Decisión (dividida)                               | UFC Fight Night: Shogun vs. Smith           | 22 de julio de 2019      | 3     | 5:00   | Hamburgo              | Pelea de la Noche.                     |
| Victoria  | 15-3   | Oliver Enkamp        | KO (puñetazo)                                     | UFC Fight Night: Werdum vs. Volkov          | 17 de marzo de 2018      | 1     | 2:12   | Londres               |                                        |
| Derrota   | 14-3   | Nordine Taleb        | KO (patada en la cabeza y puñetazos)              | UFC on Fox: Lawler vs. dos Anjos            | 16 de diciembre de 2017  | 1     | 0:59   | Winnipeg, Manitoba    |                                        |
| Victoria  | 14-2   | Bobby Nash           | KO (puñetazos)                                    | UFC Fight Night: Nelson vs. Ponzinibbio     | 16 de julio de 2017      | 2     | 3:59   | Glasgow               |                                        |
| Derrota   | 13-2   | Mike Perry           | KO (rodillazo y puñetazos)                        | UFC 204                                     | 8 de octubre de 2016     | 3     | 4:40   | Mánchester            |                                        |
| Victoria  | 13-1   | Dominique Steele     | Decisión (unánime)                                | UFC 197                                     | 23 de abril de 2016      | 3     | 5:00   | Las Vegas, Nevada     | Pelea de la Noche.                     |
| Victoria  | 12-1   | Nathan Coy           | Sumisión técnica (estrangulamiento por triángulo) | UFC Fight Night: Namajunas vs. VanZant      | 10 de diciembre de 2015  | 1     | 2:46   | Las Vegas, Nevada     |                                        |
| Victoria  | 11-1   | Jim Wallhead         | KO (puñetazos)                                    | CWFC 68                                     | 3 de mayo de 2014        | 1     | 4:49   | Liverpool             |                                        |
| Victoria  | 10-1   | Juan Manuel Suárez   | Decisión (unánime)                                | CWFC 64                                     | 15 de febrero de 2013    | 3     | 5:00   | Kentish Town          |                                        |
| Victoria  | 9-1    | Henry Fadipe         | Sumisión (estrangulamiento por detrás)            | CWFC 57                                     | 20 de julio de 2013      | 3     | 3:34   | Liverpool             | Combate de peso acordado (180 libras). |
| Victoria  | 8-1    | Diego Gonzalez       | TKO (rodillazo y puñetazos)                       | CWFC 54                                     | 4 de mayo de 2013        | 2     | 3:02   | Cardiff               |                                        |
| Victoria  | 7-1    | Jack Mason           | Sumisión (barra de brazo)                         | Cage Warriors: 48                           | 21 de junio de 2012      | 2     | 2:46   | Kentish Town          |                                        |
| Derrota   | 6-1    | Pavel Doroftei       | Sumisión (gancho de talón)                        | UCC 10                                      | 16 de diciembre de 2011  | 1     | 1:21   | Mánchester            |                                        |
| Victoria  | 6-0    | Shaun Lomas          | Decisión (unánime)                                | UCC 10                                      | 16 de diciembre de 2011  | 2     | 5:00   | Mánchester            |                                        |
| Victoria  | 5-0    | Shaun Lomas          | Sumisión (estrangulamiento por detrás)            | Cage Conflict 11                            | 29 de octubre de 2011    | 1     | 3:32   | Liverpool             |                                        |
| Victoria  | 4-0    | Aurelijus Kerpe      | Sumisión (estrangulamiento D'Arce)                | Raw 1                                       | 11 de septiembre de 2011 | 2     | 2:43   | Liverpool             |                                        |
| Victoria  | 3-0    | David Howell         | TKO (rodillazos)                                  | CWFC 43                                     | 9 de julio de 2011       | 2     | 2:26   | Kentish Town          |                                        |
| Victoria  | 2-0    | Matt Ross Francombe  | KO (rodillazo y puñetazos)                        | OMMAC 9                                     | 5 de marzo de 2011       | 2     | 1:27   | Liverpool             |                                        |
| Victoria  | 1-0    | Darius Kuncevicius   | TKO (rodillazos)                                  | OMMAC 8                                     | 4 de diciembre de 2010   | 1     | 0:47   | Liverpool             |                                        |